# Jean-Baptiste Dalès
 (janvier 2013).

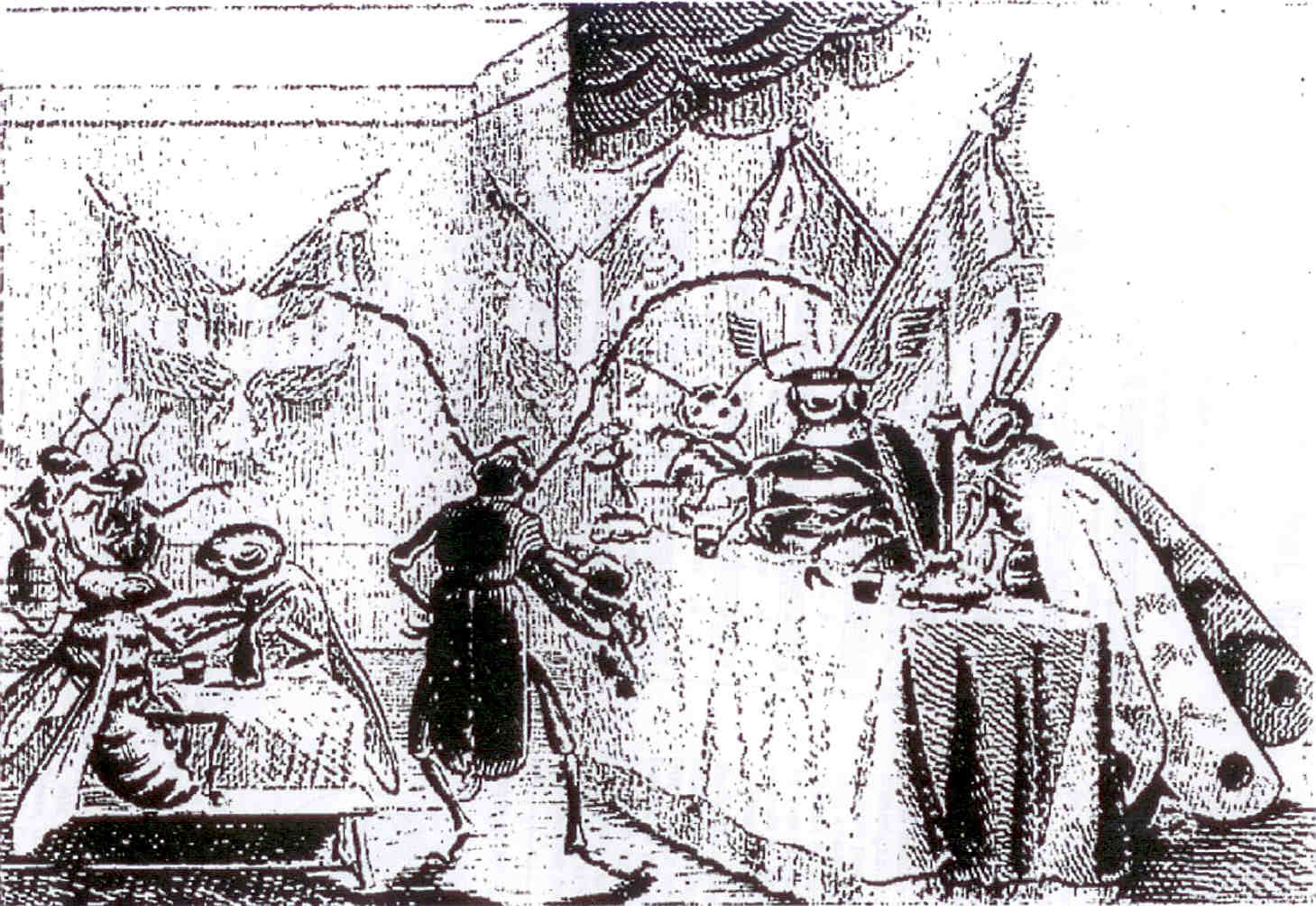
La goguette des Insectes, illustration en 1848 de la chanson comique de Jean-Baptiste Dalès Les Insectes. Bourdonnement lyrique.

Jean-Baptiste Dalès dit J.-B. Ambs-Dalès, connu dans les goguettes comme Dalès ainé (17 janvier 1802, Strasbourg - 13 juin 1857, Paris) est un goguettier, poète et chansonnier français.
Il est le frère ainé du poète et goguettier Alexis Dalès.

## Biographie
Auguste Patay écrit en 1879 :
Le lundi 15 juin 1857, plus de cinq cents personnes suivaient un modeste convoi jusqu'au cimetière du Père-Lachaise. Le défunt n'était ni un favorisé de la fortune, ni un de ces noms qui font accourir les curieux ; tous les assistants avaient connu celui qui s'en allait, et tous l'estimaient.
Dalès aîné avait fréquenté les goguettes depuis 1840 très-assidûment, nous pourrions même dire tous les jours. Sa première poésie remonte au baptême du duc de Bordeaux ; il était bien jeune alors, étant né le 17 janvier 1802, à Strasbourg. Ses parents, passementiers, firent dès fournitures pour l'armée sous l'Empire et pendant les Cent-jours ; à la rentrée des Bourbons, ceux-ci refusèrent de payer les dettes du gouvernement impérial : de là, ruine. À cette époque, la famille Dalès vint à Paris. Elle se composait du père, de la mère et de trois enfants. Dalès aîné, qui avait été au collège de Strasbourg, savait parfaitement, l'allemand ; cela lui servit plus tard à faire plusieurs traductions qui furent très-remarquées, sous le nom de divers littérateurs en réputation. Comme on le pense bien, ces traductions étaient peu payées, et quelquefois pas du tout. Une fois à Paris, le père reprit sa profession de passementier, et Dalès travailla dans la maison paternelle jusqu'au jour où il partit soldat. Il fit la promenade d'Espagne sous les ordres du duc d'Angoulême ; il y gagna un sabre d'honneur, non pour avoir tué beaucoup, mais, ce qui valait mieux, pour avoir sauvé la vie à son lieutenant qui sans lui fût mort noyé. Son père le racheta après trois ans et demi de présence au corps, qu'il quitta avec le grade de sergent-fourrier. Pendant ce temps, il avait fait à peine trois ou quatre romances pour chanter ses amours, et un à-propos joué dans une soirée chez son colonel. Rentré dans la vie civile, Dalès reprit son métier de passementier. Vers la fin du règne de Charles X, il publia chez Terry, au Palais-Royal, un pot-pourri, les Barricades, qui se vendit à des milliers d'exemplaires et qui est devenu fort rare depuis. Un peu plus fard, il fit pour les « Marchands de nouveautés, » comme on disait à cette époque, Amours et intrigues des Grisettes de Paris, ou Revue des Belles dites de là petite vertu. Toutes les publications de Dalès aîné, jusqu'à 1840, en exceptant bien entendu celles qui furent écrites par lui pour des écrivains connus, ont été signées J.-B. Ambs-Dalès. Ambs était le nom de sa mère, pour laquelle il eut un culte véritable jusqu'à ses derniers moments. L'Arc-en-ciel de la liberté, volume de chansons recueillies par, E. Debraux et publié en 1831, renferme une Oraison funèbre des braves morts pour défendre la patrie, signée J.-B. Ambs-Dalès. Une biographie de Chodruc Duclos parut également à cette époque avec le même nom. lorsque le Petit-Lazary, du théâtre de marionnettes qu'il était, se transforma en prenant des acteurs vivants pour remplacer ses marionnettes, ce fut Dalès aîné qui mit la pièce de Florian, les Deux billets, en vaudeville ; il y intercala des couplets charmants et fit adopter ce nouveau genre. Peu après, il écrivit une autre pièce dont le titre nous échappe pour le même théâtre.
Vers 1840, Alexis Dalès, le chansonnier populaire dont nous donnerons aussi la biographie prochainement (on a souvent confondu les deux écrivains), emmena avec lui, son frère Dalès aîné aux Amis de la Vigne où lui, Alexis, tenait le marteau présidentiel. En voyant les ovations faites aux chansons de son frère et aux chansonniers de cette époque, L. Festeau, Ch. Gille, Leroy, et bien d'autres, par le public nombreux qui fréquentait alors les goguettes, Dalès aîné, se mit à rimer de plus belle. Partout où il y avait concours de poésies, il remportait des prix, soit à l'Institut lyrique, aux Gais Pipeaux, à la Pipe, etc.
Dalès aîné n'est pas aussi chansonnier que son frère Alexis, mais il est plus correct. Sa note était plutôt la romance. Il rencontra cependant un grand et vrai succès populaire. Charles Gille venait d'écrire Marchons à la frontière, sur une musique qu'il composa en même temps que les paroles ; Dalès fit sans aucune prétention, sur l'air alors en vogue, Montons à la barrière, que nous reproduisons à titre de curiosité. Cela se chanta dans les goguettes, dans les ateliers, puis dans la rue par E. Baumester à qui l'auteur avait donné l'autorisation de la mettre dans ses cahiers. On l'entendit même comme intermède au théâtre de la Gaîté. Nous constaterons, en passant, que très-souvent les succès populaires ne sont pas obtenus par les meilleures œuvres de leurs auteurs. Si nous avions un choix à faire dans les chansons de Dalès aîné, nous donnerions la préférence à Retire-toi de mon soleil, La Liberté n'existe pas, le Progrès, l'Arc-en-ciel de la liberté, Quand je te vois sourire, Rendez-moi mes rêves chéris, Viens ma gentille. Aux Peuples, Doux langage des yeux, Un Vœu à la Vierge ; Que me veux-tu ? le Ver luisant, l'Ami des ministres, satire contre les ministres de Louis-Philippe. Deux fois Dalès aîné a retrouvé le succès de la rue presque égal à celui de Montons à la barrière : ce fut en 1849, avec le Chant des Conscrits, musique de Léonce Cohen, dont nous citerons un couplet :
Aux accents de la Marseillaise, 

Pour aller chercher les combats, 

Nos pères en quatre-vingt-treize 

Couraient tous se faire soldats.

Imitons-les, n'avons-nous pas 

Ainsi qu'eux une âme française ! 

Partons gaîment, jeunes conscrits, 

Fils de Paris ! 
et, quelques années plus tard, avec Un Verre, cantate bachique. Ce fut encore Eugène Baumester qui eut seul le privilège de faire paraître cette chanson et de la rendre populaire. L'éditeur Durand, qui se connaissait en succès des rues, en acheta la propriété ; depuis elle passa dans la maison Vieillot (Labbé, successeur). Voici le premier couplet :
Voyez ces fûts rangés dans le cellier ; 

Entendez-vous comme un cri d'allégresse ?

De gais refrains, échos de l'atelier, 

Viennent bannir loin de nous la tristesse :

Et de ce vin, captif dans les tonneaux, 

En bouillonnant, la liqueur frémissante, 

Pour se prêter à notre soif ardente,

Chasse la bonde et se rit des cerceaux,

Un verre ! (bis)

Loin de nous qui n'est pas buveur !

Devant le Pomard, le Madère, 

Disons des lèvres et du cœur :

Un verre ! 
M. Charles Nisard, dans son ouvrage des Chansons populaires chez les Anciens et chez les Français, essai historique suivi d'une Étude sur les chansons des rues contemporaines, la cite en entier avec beaucoup d'éloges et la donne comme un modèle du genre.
Dalès aîné présida des goguettes presque constamment pendant quinze ans. Il a fait beaucoup de chansons d'ouverture pour chacune d'elles. Il collabora: au journal le Cabinet de lecture, au Voleur, et, avec beaucoup d'assiduité, à l'ancien Tam-tam de Commerson, ainsi qu'au Tintamarre. Il a dirigé l'Écho lyrique ; il a publié des almanachs chantants et recueilli deux ou trois petits chansonniers pour divers éditeurs.
La biographie de Deburau qui parut in-32 (édition populaire, 10,000 exemplaires à dix centimes), est introuvable et se vend relativement. cher dans les ventes quand par hasard elle s'y rencontre. Plusieurs de ses chansons ont inspiré des musiciens, et ont été gravées en musique. Malgré ce nombreux bagage, il reste peu de l'œuvre de Dalès aîné, qui lui-même était des plus insouciants pour sa réputation littéraire.
Pendant plus de quinze ans, il tint la comptabilité à la compagnie des Citadines ; dans ses dernières années, il était comptable dans une maison de banque.
H. Mailly, dans son Musée lyrique, qui ne contient que quatre portraits de chansonniers, donna celui de Dalès aîné. Henri Piaud fit les quatre vers suivants qui figurent au bas :
Ce masque souriant offre Dalès aîné ; 

De nos bruyants concerts c'est le président né, 

Et par de gais propos dont il n'est point avare, 

Il participe au Tintamarre.

## Portrait de Dalès aîné par Paul Avenel
Paul Avenel écrit en 1889 :
Dalès aîné, dont la physionomie rougeaude et réjouie avait quelque analogie avec la figure riante et éveillée de Désaugiers, avait présidé la société chantante, les « Enfants du Temple ». Il avait du talent et s'acquittait à merveille de ses fonctions de président. Vers 1844, une de ses chansons : Montons à la barrière, eut un grand succès de rue.

## Quelques œuvres signées Ambs-Dalès
- L'Amour à l'encan, ou la Tactique secrète de la galanterie dévoilée... par une nymphe retraitée. 2e édition, revue par J.-B. Ambs, Roy-Terry 1829.
- Amours et intrigues des grisettes de Paris, ou Revue des belles, dites de la petite vertu... Le tout rédigé d'après les renseignements donnés par une grisette sur le retour, et publié par J.-B. Ambs, Roy-Terry 1829.
- Lettre du duc de Bordeaux au duc de Reichstadt, suivie de l'Alsacienne, chant national  (signé : J.-B. Ambs.) 1830.
- Révolution des départements, ou Histoire complète et détaillée des troubles qui ont éclaté dans les départements, et des événements qui ont eu lieu dans chaque ville en particulier, pendant et depuis l'insurrection de la capitale... précédée d'une relation exacte de tout ce qui s'est passé à Paris, depuis le 29 juillet jusqu'à ce jour par J.-B. Ambs,... Terry jeune 1831.
- Petite Histoire d'un grand acteur  (Debureau), par J.-B. A*** D*** (Ambs-Dalès)... orné d'un portrait, au théâtre des Funambules 1832
- Les Dés sanglants, par Ambs-Dalès 34, rue de Chabrol-Poissonnière 1834.
- Histoire de Debureau par J.-B. Ambs-Dalès, 3e éditions (sic), augmentée de son procès devant la cour d'assises, E. Bourdin 1836
- La Liberté reconquise, ou Histoire complète et détaillée de la révolution de Paris, en juillet 1830 : contenant une relation exacte de tous les événemens...  par J.-B. Ambs. Quatrième édition, revue et corrigée, Terry 1830-1840.

## Recueil de chansons recueillies par Dalès ainé
- Chansons et romances chantées dans les salons et sociétés lyriques de Paris en 1844, inédites jusqu'à ce jour, recueillies par M. Dalès ainé, Membre de la Société Philharmonique, B. Renault Éditeur, Paris 1844, 106 pages.

## Participation à une œuvre collective
- Cent et une petites misères, Œuvre sociale, rédigée par les meilleurs chansonniers de l'époque, Sous la Direction de MM. Charles Gille, Adolphe Letac et Eugène Berthier, Fondateurs., Paris. Letac, rue du Faubourg-Saint-Denis, 21, Ancien local de la Lice Chansonnière. 1846.

Jean-Baptiste Dalès, sous le nom de Dalès ainé, a signé les couplets 68 et 88 de cette chanson de 101 couplets écrite par 39 chansonniers réunis.

## Pour approfondir